# 316010 Daviddubey
316010 Daviddubey è un asteroide della fascia principale. Scoperto nel 2009, presenta un'orbita caratterizzata da un semiasse maggiore pari a 2,2225093 au e da un'eccentricità di 0,2345952, inclinata di 6,33217° rispetto all'eclittica.
L'asteroide è dedicato a David Richard Jacob Dubey, nipote abiatico dello scopritore.